# Tagebau Nachterstedt
Der Tagebau Nachterstedt, früherer Name Grube Concordia, war ein Braunkohle-Tagebau, benannt nach dem Ort Nachterstedt in Sachsen-Anhalt. Er zählte zum Mitteldeutschen Braunkohlerevier.
Braunkohle wird in der Region schon seit ca. 1831 abgebaut. Im Jahr 1849 begann der Anbau in Nachterstedt. Die Grube Concordia wurde 1853 durch den Zusammenschluss mehrerer kleiner Betriebe gegründet. Bis 1857 fand der Abbau nur im Tiefbau statt, danach im Tagebau (wobei von 1886 bis 1929 parallel dazu noch eine Restauskohlung im Tiefbau stattfand). Es folgten ein Eisenbahnanschluss, eine Brikettfabrik und ein Elektrizitätswerk. In den Jahren 1928/29 wurde der gesamte Abraumbetriebes auf Großraumförderung umgestellt.
Nachterstedt war zwischen 1899 und 1905 der Braunkohletagebau mit der höchsten jährlichen Fördermenge in Preußen mit jährlich bis zu 870.000 Tonnen Braunkohle. Ab 1928 wurde das alte Nachterstedt umgesiedelt. Ähnlich musste Königsaue aufgegeben werden. 1991 wurde der Bergbau eingestellt. Die Sanierung des ehemaligen Tagebaus liegt in den Händen der Lausitzer und Mitteldeutsche Bergbau-Verwaltungsgesellschaft mbH (LMBV).
Im Jahr 1992 wurde der Tagebau Nachterstedt in den Sanierungsbetrieb überführt. Im Abschlussbetriebsplan Tagebau Nachterstedt/Schadeleben vom 30. September 1992, am 7. Oktober 1992 vom Bergamt zugelassen, wurde die Herstellung eines Sees als Ziel definiert. Der Tagebau wurde ab 1998 mit Wasser aus dem Fluss Selke geflutet. Es entstand der Concordiasee. Dieser wurde am 17. August 2002 offiziell eröffnet, zur weiteren Geschichte und insbesondere zum folgenreichen Erdrutsch am 18. Juli 2009 siehe dort.

## Unglücksfälle
Am 16. April 1938 ereignete sich eine Kohlenstoßrutschung. Eine zuvor nicht erkannte Wasseransammlung löste schlagartig eine Rutschung aus; innerhalb weniger Sekunden stürzten gewaltige Erdmassen zum Teil aus einer Höhe von 40 Metern. Das Unglück ereignete sich während der Versetzung eines Löffelbaggers, deshalb befanden sich mehr Personen vor Ort als üblich. Acht Gefolgschaftsmitglieder, darunter der Betriebsführer und ein Steiger, kamen ums Leben.
Am 2. Februar 1959 kam es zu einer Kippenrutschung von 5,8 Millionen Kubikmetern Abraum. Bei dem Unglück durch Setzungsfließen wurde ein Bergarbeiter getötet sowie zwei Absetzer und ein Abraumzug zerstört.
Generell war der Tagebau Nachterstedt aufgrund seiner besonderen geologischen Verhältnisse in den 1950er und 1960er Jahren wiederholt von Setzungsfließen, Rutschungen, Liegenddurchbrüchen und Tagesbrüchen (im Bereich des ehemaligen Tiefbaus) betroffen. In den 1960er Jahren erfolgte deshalb eine verstärkte wissenschaftliche (geotechnische) Begleitung des Abbaus, unter Beteiligung der Bergakademie Freiberg.
Auch nach der Flutung der Grube und der offiziellen Eröffnung des Concordiasees am 17. August 2002 kam es zu Rutschungen, insbesondere zum katastrophalen Erdrutsch am 18. Juli 2009 mit 3 Todesopfern.  Mehr Details dazu siehe in den Artikeln zum Concordiasee sowie zur betroffenen Ortschaft Nachterstedt. Dieser Erdrutsch hatte tiefgreifende Folgen für die weitere Sanierung des Tagebaugebiets.